# CLDN2
CLDN2 (англ. Claudin 2) – білок, який кодується однойменним геном, розташованим у людей на X-хромосомі. Довжина поліпептидного ланцюга білка становить 230 амінокислот, а молекулярна маса — 24 549.
| 10         |  | 20         |  | 30         |  | 40         |  | 50         |
| ---------- |  | ---------- |  | ---------- |  | ---------- |  | ---------- |
| MASLGLQLVG |  | YILGLLGLLG |  | TLVAMLLPSW |  | KTSSYVGASI |  | VTAVGFSKGL |
| WMECATHSTG |  | ITQCDIYSTL |  | LGLPADIQAA |  | QAMMVTSSAI |  | SSLACIISVV |
| GMRCTVFCQE |  | SRAKDRVAVA |  | GGVFFILGGL |  | LGFIPVAWNL |  | HGILRDFYSP |
| LVPDSMKFEI |  | GEALYLGIIS |  | SLFSLIAGII |  | LCFSCSSQRN |  | RSNYYDAYQA |
| QPLATRSSPR |  | PGQPPKVKSE |  | FNSYSLTGYV |  |            |  |            |

A: Аланін

C: Цистеїн

D: Аспарагінова кислота

E: Глутамінова кислота

F: Фенілаланін

G: Гліцин

H: Гістидин

I: Ізолейцин

K: Лізин

L: Лейцин

M: Метіонін

N: Аспарагін

P: Пролін

Q: Глутамін

R: Аргінін

S: Серин

T: Треонін

V: Валін

W: Триптофан

Кодований геном білок за функцією належить до фосфопротеїнів. 
Локалізований у клітинній мембрані, мембрані, клітинних контактах, щільних контактах.